# علی بن یقطین
علی بن یقطین سیاست‌مدار، اهل کوفه، ساکن بغداد و از یاران موسی کاظم بود که به دستور کاظم خود را در دستگاه بنی عباس نفوذ داد و تا مقام وزارت هارون الرشید پیش رفت.
موسی کاظم در مورد او گفته‌است «خداوند سبحان دوستانی دارد که همراه دوستانِ ستمگران هستند تا از دوستان خود خطرها را دفع کنند و شما از آنان هستی.»
نقل شده‌است موسی کاظم به او توجه خاصی داشته و در موردش گفته‌است: «ضمانت کردم که علی بن یقطین را آتش نسوزاند.» و نیز گفت: «من شهادت می‌دهم که علی بن یقطین اهل بهشت است.» علی بن یقطین سرانجام در سال ۱۸۰ هجری، یعنی سه سال قبل از درگذشت موسی کاظم، از دنیا رفت.

## ماجرای سعایت از علی بن یقطین
علی بن یقطین از علاقه مندانِ موسی کاظم بود، که البته کسی از این ارادت خبر نداشت. اما ظاهراً یک نفر در این باره نزد هارون خبرچینی کرده بود. از قول علی بن یقطین قریب به این مضمون نقل شده‌است که: نزد هارون ایستاده بودم که هدایایی از پادشاه روم برایش رسید. در میان آنها لبادهٔ ابریشمیِ طلابافتِ سیاه رنگی بود که بسیار توجهم را جلب کرد. هارون با دیدن توجهم، آن را به من بخشید و من آنرا در حوله ای پیچیده و (برای موسی کاظم) به مدینه فرستادم. شش یا هفت ماه بعد وقتی از نزد هارون به خانه برمی‌گشتم، خدمتکارم با حوله و لباسی که در دست داشت و با نامه ای که تازه رسیده بود، از من استقبال کرد. نامه از طرف کاظم بود. و هنوز گل مهر آن خشک نشده بود. نوشته بود «یا علی! اینک وقتی است که تو به آن لباده نیاز داری!» حوله را از خدمتکار گرفتم و باز کردم دیدم همان لباده ابریشمی سیاه است. در همین حین خدمتکارِ هارون رسید و خبر داد خلیفه مرا احضار کرده‌است. به نزد خلیفه رفتم در حالی که عمر بن بزیع کنارش نشسته بود. خلیفه پرسید «یا علی آن لباده ای را که به تو بخشیدم چه کردی؟» پاسخ دادم در خانه است. هارون نگاهی با عمر بن بزیع رد و بدل کرد و به من گفت «کسی را بفرست آن را برای من بیاورد.» خدمتکارم را فرستادم و لباس را آورد. همین که چشم هارون به آن افتاد گفت «یا عمر! بر ما سزاوار نیست که حرف کسی را زین پس دربارهٔ علی قبول کنیم.» و دستور داد پنجاه هزار درهم به من دادند. لباده را به خانه بردم و به همراه پول، دوباره به خدمت امام فرستادم.